# Mount Edziza
Der Mount Edziza ist ein 2793 m hoher Vulkan im Nordwesten der kanadischen Provinz British Columbia und gehört zur Boundary Ranges, als Teil der Coast Mountains. Er besteht aus einer dünnen Basaltschicht mit einem zentralen Dom aus Andesit, Dazit und Rhyolith. Um den Berg entstand der 2661,80 km² große Mount-Edziza-Provinzpark, der sich zugleich im zweitgrößten Vulkankomplex Kanadas befindet, dem Mount Edziza volcanic complex.
Das vulkanische Gebiet ist etwa 7,5 Millionen Jahre alt, die zweite Phase der Aktivität liegt etwa 3,5 Millionen Jahre zurück, die dritte rund 1,6 Millionen Jahre. Erst in der vierten Phase vor rund einer Million Jahren entstand der Mount Edziza. Die fünfte und bisher letzte Phase der Aktivität begann vor rund 10.000 Jahren und endete um 700 n. Chr.
Seit dem letzten Ausbruch ist er ein schlafender Vulkan, allerdings fanden einige kleinere Eruptionen um ihn herum statt, sodass es mittlerweile mehr als 30 kegelförmige Erhebungen im Umkreis des Vulkans gibt. Beispiele dafür sind der perfekt symmetrische Vulkankegel Eve Cone, ebenso die Vulkankegel Coffee und Cocoa. Auch zeigen einige heiße Quellen an der Westflanke Aktivität an, ebenso wie seismische Messungen.
Darüber hinaus birgt der Vulkan archäologische Stätten, die Handel mit Obsidian über große Distanzen bereits ab etwa 8000 v. Chr. belegen.

## Geschichte

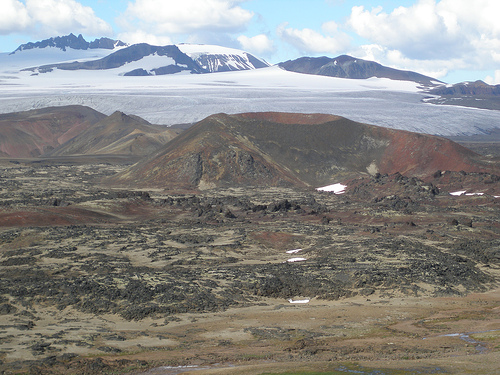
Südflanke

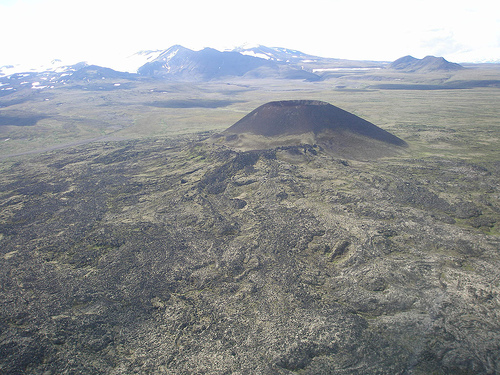
Eve Cone

Die Obsidiangewinnung in British Columbia reicht mindestens bis 8000 v. Chr. zurück und basierte auf der Lagerstätte am Edziza, deren Kerngebiet in etwa 1800 bis 1900 m Höhe liegt. Die Baumgrenze liegt bei etwa 1200 m.
Für die Tahltan, die First Nation, die in der Region lebt, gibt es zwei heilige Stätten, den Tahltan Eagle an der Stelle wo Stikine und Tahltan River zusammenfließen, sowie den 2251 m hohen Pipe Organ Mountain.
Während des Goldrausches am Klondike befand sich eine Yukon Telegraphenverbindung in der Nähe des Berges, die sich heute noch in der Form zerbrochener Kabelverbindungen oder einiger Masten zeigt.
1981 wurden erste archäologische Untersuchungen unter der Leitung von Knut R. Fladmark angestellt. Er mutmaßte, dass die mythologische Figur namens E'dista, eine übernatürliche Kröte, die durch Löcher in den Bergen atmete, auf den Namen des Berges zurückgeht.